# ادوارد رومی
ادوارد رومی دامرت (زاده ۲۲ اوت ۱۹۹۵) بازیکن والیبال اهل پرو هست. او در ۱ سپتامبر ۲۰۱۸ کاپیتان تیم ملی والیبال مردان پرو شد.